# Увальное (Костанайская область)
Увальное (каз. Увальный) — село в Тарановском районе Костанайской области Казахстана. Входит в состав Новоильиновского сельского округа. Код КАТО — 396459800.
Участок Увальный был запланирован в 1900 году в урочище Кадынин-Карасу на левом берегу реки Тобол Дамбарской казахской кочевой волости Кустанайского уезда.
В 1903 году стал заселяться переселенцами из южных губерний Российской империи. До 1925 года входил в состав Валерьяновской волости. 
30 января 1906 года указом правительственного Синода Оренбургской епархии в Увальном был открыт причт при Казанско-Богородицком молитвенном доме. 
В 1893 году на территории будущего поселка Увальный начала работу Тобольская аульная русско-казахская школа. 

## Население
В 1999 году население села составляло 416 человек (209 мужчин и 207 женщин). По данным переписи 2009 года, в селе проживали 132 человека (65 мужчин и 67 женщин).